# 嘉数唯
嘉数 唯（かかず ゆい、1999年4月12日 - ）は、日本の女子バスケットボール選手である。ポジションはパワーフォワード。Wリーグのプレステージ・インターナショナル アランマーレ所属。

## 来歴
沖縄県出身。
福大若葉高校でインターハイ、ウィンターカップベスト8を経験、筑波大でインカレ3位。
卒業後、プレステージ・インターナショナル アランマーレに加入。